# إدوين شيل (ملاكم)
إدوين شيل (بالإنجليزية: Edwin Schell)‏ (14 نوفمبر 1900 – 7 أكتوبر 1979) هو ملاكم أمريكي راحل، مثّل بلاده في الألعاب الأولمبية الصيفية 1920.

## روابط خارجية
إدوين شيل على موقع أوليمبيديا (الإنجليزية)